# Гент (футбольный клуб)
«Гент» («Королевская спортивная ассоциация Гент», нидерл. Koninklijke Atletiek Associatie Gent [ˈkoːnɪŋkləkə ˌɑtləˈtik ˌɑsoːˈʃaː(t)si ˈɣɛnt]) — бельгийский профессиональный футбольный клуб из одноимённого города. Играет в высшем дивизионе с сезона 1989/90. Трижды выигрывал Кубок Бельгии (1963/64, 1983/84, 2009/10). Домашним стадионом клуба является «Геламко Арена», построенный в 2013 году и вмещающий 20 000 зрителей. Выступают в сине-белой форме.

## История

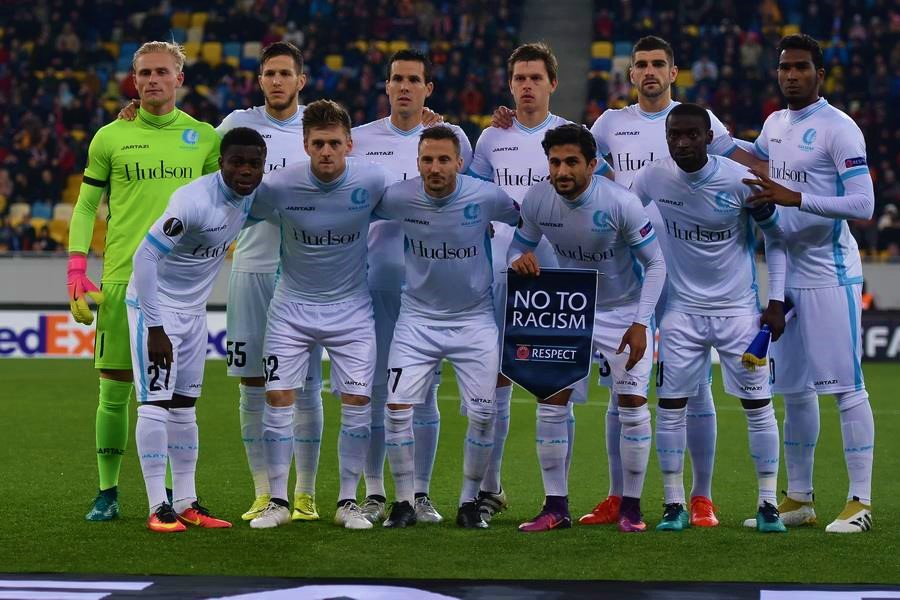
«Гент» в сезоне 2016/17

В 1864 году была основана ассоциация под названием Société Gymnastique la Gantoise, в задачу которой, входило продвижение гимнастики. Некоторые филиалы быстро стали независимыми, и в 1891 году команда объединилась с Association Athlétique, которая сама по себе стала объединением молодых команд, таких как Racing Club, Running Club и Red Star. Новую объединённую команду назвали Association Athlétique La Gantoise, и помимо гимнастики, мероприятия были расширены до лёгкой атлетики, бокса, крикета, велоспорта, фехтования, хоккея, плавания и тенниса. В связи с этим была основана спортивная команда KAA Gent.
В последнее десятилетие 19-го века в Генте был введён организованный футбол. Было основано множество различных команд и 1 апреля 1899 года некоторые из них были объединены в Racing Club Gantois, который впоследствии стал крупнейшим соперником KAA Gent. Только в 1900 году студентами колледжа Мелле, который находится недалеко от Гента, была основана футбольная секция. Первым президентом команды был доктор Гектор Прием, а свои первые матчи команда играла на Carpentierplein. Первоначально были выбраны чёрный и белый цвета, но к 31 октября 1900 года, когда команда стала официальным членом, цвета были изменены на синий и белый. 15 ноября 1900 года состоялась первая регулярная игра против спортивного клуба «Omnium». В январе 1901 года команда играла против Racing Club Gantois, который в то время был самым крупным из них. «KAA Gent» проиграл со счётом 10-0. Тем не менее в конце 19-го века команда уже стала членом UBSSA (Union Belge des Sociétés de Sports Athlétiques или Бельгийского Союза Спортивного Сообщества), и хотя Racing Club Gantois был старшей командой в городе, KAA Gent получил меньший регистрационный номер, чем Racing Club. В 1901 году AA La Gantoise провёл свои первые игры в нижних дивизионах.
Первые несколько лет команда в основном играла во втором бельгийском дивизионе, лишь изредка поднимаясь в первый. В 1904 году команда переехала в Муссенстраат. В 1913 году на этом месте была проведена Всемирная выставка, и команда снова переехала, на этот раз в Альбертлан. В это время там строились футбольное поле, тренировочные поля, теннисные корты, спортивные площадки, галереи и другие помещения, поэтому переезд пришелся кстати. 9 декабря 1915 года, во время Первой мировой войны, стадион полностью сгорел. В 1912-13 «AA La Gantoise» стал чемпионом во втором дивизионе. В 1914 году команда получила королевский титул и получила название «Association Royale Athlétique La Gantoise». Во время всемирной экспозиции команда организовала несколько спортивных мероприятий. Первый сезон в Первой лиге, был, тем не менее, очень трудным для команды, и только благодаря решающему матчу против льежского «Стандарда», клубу удалось избежать вылета.
В 1920 году команда снова переехала, на этот раз в Гентбрюгге, где был построен стадион «Жуль Оттен». Команда вновь вылетела во Второй дивизион, и только в 1936 году ей вновь удалось выиграть в плей-офф и вернуться в Первый дивизион. В середине 50-х команда показывали свой лучший футбол, и это не осталось незаметным. В 1953-54 годах она сумела занять третье место с таким же количеством очков, что и «KFC Malinois», и лишь на одно очко позади чемпиона страны — «Андрелехта». В следующем сезоне «La Gantoise» уже единолично занял второе место, на этот раз набрав на 3 очка меньше чемпионов. В 1964 году он выиграл Кубок Бельгии (Beker van België), который стал первой крупной турнирной победой команды. Благодаря победе в Кубке она стала первой бельгийской командой, принявшей участие в недавно учрежденном Кубке обладателей кубков УЕФА. «La Gantoise» был побежден в первом раунде английским «Вест Хэм Юнайтед» c общим счётом 2-1. В 1967 году клуб вновь вылетел, после трёх десятилетий в Первом дивизионе. Тем не менее им потребовался всего один год, чтобы снова получить повышение.
В 1971 году название команды было переведено на фламандский язык, и стало называться «Koninklijke Atletiek Associatie Gent» (широко известное как KAA Gent или AA Gent). Сезон 1970/71 был началом плохого десятилетия для Гента. Они были вновь оказалась во Втором дивизионе, на этот раз — за шесть матчей до окончания сезона, после поражения от «Брюгге». В 1974 году клуб и вовсе провалился в третий дивизион. Спустя два года «Гент» поднялся во Второй дивизион и оставался там до 1980 года, когда команда вернулась в Первый дивизион. После неудачного периода, команда вновь вернулась в элиту и ударно провела 80-е года. В 1984 году вновь выиграла Кубок Бельгии, а также четыре раза за десятилетие принимала участие в еврокубках. В сезоне 1986/87 «Гент» вышел в третий раунд Кубка УЕФА, где со счётом 0-5 был разгромлен шведским «Гётеборгом». В 1988 году команда ненадолго вернулась во Второй дивизион, но благодаря плей-офф они смогли вернуться в Первый дивизион лишь после одного сезона. Решающую роль сыграл член совета директоров Марк Мортье, который консультировался с премьер-министром Бельгии Вильфридом Мартенсом, для создания организации под названием Foot Invest, чтобы финансово вернуть команду в нужное русло. Марк Мортье собрал более 50 миллионов бельгийских франков (1,25 миллиона евро) в качестве спонсора за пару месяцев и представил VDK Spaarbank в качестве основного спонсора команды.
В сезоне 1990/91 команда долгое время играла на вершине турнирной таблицы под руководством Рене Вандерейкена и таких игроков, как Фрэнк Даувен, Эрик Вискал и Эрвин Ванденберг, но выше третьего места подняться не удалось. Таким образом, вместо того чтобы участвовать в Кубке чемпионов, команда играла в Кубке УЕФА в 1991 году. После победы над «Лозанной», франкфуртским «Айнтрахтом» и московским «Динамо», «Гент» сыграл в четвертьфинале против амстердамского «Аякса». В последующие годы клуб откатился на более низкие места в турнирной таблице. С 1994 по 1997 год он заканчивал сезон чуть выше зоны вылета. К концу 1990-х годов результаты снова улучшились, и с тренером Тронном Солльедом, снова получил право на европейский футбол в 1999-00 годах. В этих сериях «Гент», под руководством нового тренера Хенка Хуварта, вновь проиграл «Аяксу». В следующем сезоне «Гент» достиг Кубка Интертото УЕФА, где он достиг полуфинала, уступив французскому «Пари Сен-Жермен». В последующие сезоны результаты в чемпионате были нестабильными.
В 2004 году «Гент» подписал контракт с тренером Жоржем Лекенсом. В своём первом сезоне команда завершила соревнование на шестом месте. С Лекенсом в качестве тренера, «Гент» одержал несколько впечатляющих побед, таких как победный матч 4-1 над «Брюггe» 1 апреля 2006 года. В 2006-07 годах, несмотря на слабое начало соревнований, команде удалось выйти на четвёртое место в бельгийской Pro League. Она повторила это достижение и в следующем году.
В следующем сезоне тренер Жорж Лекенс покинул клуб и присоединился к «Локерену». Тронн Солльед, норвежский тренер, который был очень успешным семь лет назад, стал его преемником. Под его руководством «Гент» добрался до своего третьего финала Кубка Бельгии, где на этот раз проиграл столичному «Андерлехту». Солльед ушёл спустя всего один сезона, на этот раз ради «Херенвена». Мишель Прюдомм, который только что стал чемпионом Бельгии со «Стандартом», подписал контракт на три сезона вместе со своими коллегами Ману Феррерой и Станом ван ден Бюйсом. В 2008-09 годах команда заняла четвёртое место после удачной игры во второй части соревнований.
В сезоне 2009/10 в чемпионате шла тяжёлая битва за второе место и билет в Лигу чемпионов между «Гентом» и «Брюгге». В очном поединке 8 мая, «Гент» убедительно победил своего соперника со счётом 6-2 и, благодаря этой победе, занял второе место. Неделю спустя команда, впервые за 26 лет, выиграла Кубок Бельгии, победив другую команду с города Брюгге — «Серкль Брюгге».
17 июля 2013 года клуб официально открыл свой новый стадион, «Геламко Арену», победой со счётом 2-0 «Штутгартом».
21 мая 2015 года «Гент» завоевал свой первый в истории титул чемпиона Бельгии, дома одержав победу над «Стандартом», и автоматически выйдя в групповой этап Лиги чемпионов УЕФА. В группе с «Валенсией», «Лионом» и «Зенитом» команда заняла второе место и стала первым бельгийским клубом, вышедшим в плей-офф Лиги чемпионов. В 1/8 финала бельгийцы уступили немецкому «Вольфсбургу» с общим счётом 2-4 и покинули еврокубок.

## Клубные цвета, форма
Домашняя
| 1963—1964 | 1980—1981 | 1983—1984 | 1985—1986 | 1990—1992 | 1998—1999 |           |           |  |
| 2006—2007 | 2007—2008 | 2009—2010 | 2010—2011 | 2011—2012 | 2012—2013 | 2016—2017 | 2017—2018 |  |

## Основной состав
| 1  | Япония     | Вр  | Дэниел Шмидт        | 1992 |  |  |  |  |  |
| 26 | Бельгия    | Вр  | Луис Фортин         | 2002 |  |  |  |  |  |
| 30 | Бельгия    | Вр  | Селестин Де Схревел | 2002 |  |  |  |  |  |
| 33 | Бельгия    | Вр  | Дэйви Роф           | 1994 |  |  |  |  |  |
|    |            |     |                     |      |  |  |  |  |  |
| 3  | Англия     | Защ | Арчи Браун          | 2002 |  |  |  |  |  |
| 4  | Япония     | Защ | Цуёси Ватанабэ      | 1997 |  |  |  |  |  |
| 12 | Франция    | Защ | Уго Гамбор          | 2002 |  |  |  |  |  |
| 13 | Сербия     | Защ | Стефан Митрович     | 1990 |  |  |  |  |  |
| 20 | Португалия | Защ | Тиагу Араужу        | 2001 |  |  |  |  |  |
| 22 | Сенегал    | Защ | Ноа Фадига          | 1999 |  |  |  |  |  |
| 23 | Нигерия    | Защ | Джордан Торунарига  | 1997 |  |  |  |  |  |
| 25 | Ангола     | Защ | Нуриу Фортуна       | 1995 |  |  |  |  |  |
|    |            |     |                     |      |  |  |  |  |  |
| 5  | Португалия | ПЗ  | Леонарду Лопеш      | 1998 |  |  |  |  |  |
| 6  | Израиль    | ПЗ  | Омри Гандельман     | 2000 |  |  |  |  |  |

| 8  | Бельгия    | ПЗ  | Питер Геркенс       | 1995 |  |  |  |  |  |
| 10 | Нидерланды | ПЗ  | Аиме Омгба          | 2002 |  |  |  |  |  |
| 15 | Япония     | ПЗ  | Ацуки Ито           | 1998 |  |  |  |  |  |
| 17 | Дания      | ПЗ  | Эндрю Хюльсагер     | 1995 |  |  |  |  |  |
| 18 | Бельгия    | ПЗ  | Матисс Самуаз       | 2001 |  |  |  |  |  |
| 16 | Бельгия    | ПЗ  | Матиас Делор        | 2004 |  |  |  |  |  |
| 24 | Бельгия    | ПЗ  | Свен Кумс (капитан) | 1988 |  |  |  |  |  |
| 27 | Бельгия    | ПЗ  | Тибе Де Влигер      | 2005 |  |  |  |  |  |
|    |            |     |                     |      |  |  |  |  |  |
| 7  | Венгрия    | Нап | Залан Ванча         | 2004 |  |  |  |  |  |
| 9  | Исландия   | ПЗ  | Андри Гудьонсен     | 2002 |  |  |  |  |  |
| 11 | Швеция     | Нап | Момоду Сонко        | 2005 |  |  |  |  |  |
| 19 | Швейцария  | Нап | Франк Сурдез        | 2002 |  |  |  |  |  |
| 21 | Англия     | Нап | Макс Дин            | 2004 |  |  |  |  |  |
| 29 | Кабо-Верде | Нап | Элиу Варела         | 2002 |  |  |  |  |  |

## Достижения

### Национальные
- Чемпионат Бельгии
  - Чемпион: 2014/15
  - Вице-чемпион (2): 1954/55, 2009/10, 2019/20
  - Бронзовый призёр (9): 1939/40, 1953/54, 1956/57, 1957/58, 1969/70, 1981/82, 1990/91, 1999/00, 2015/16
- Кубок Бельгии
  - Обладатель (4): 1963/64, 1983/84, 2009/10, 2021/22.
  - Финалист (2): 2007/08, 2018/19
- Суперкубок Бельгии
  - Обладатель: 2015

### Международные
- Лига чемпионов
  - 1/8 финала: 2015/16
- Кубок УЕФА
  - 1/4 финала: 1991/92
- Лига конференций
  - 1/4 финала: 2022/23

## Рекорды

### Рекорды игроков

#### Игроки с наибольшим количеством матчей
| №  | Имя                     | Период    | Матчи | Голы |
| -- | ----------------------- | --------- | ----- | ---- |
| 1  | Арман Зегерс            | 1946—1965 | 386   |      |
| 2  | Норберт Делмулл         | 1953—1965 | 350   |      |
| 3  | Норберт Ван Хаффель     | 1948—1964 | 330   |      |
| 4  | Морис Берлоо            | 1938—1955 | 311   |      |
| 5  | Фредерик Херпул         | 1997—2007 | 258   |      |
| 6  | Альберт де Рэдт         | 1936—1949 | 243   |      |
| 7  | Йозеф Ван Лой           | 1942—1953 | 279   |      |
| 8  | Фредерик Шавес д’Агилар | 1935—1950 | 238   |      |
| 9  | Ришар Орлан             | 1949—1961 | 238   |      |
| 10 | Этьен Шавес д’Агилар    | 1941—1951 | 238   |      |

#### Игроки с наибольшим количеством голов
| №  | Имя                     | Период    | Голы | Матчи |
| -- | ----------------------- | --------- | ---- | ----- |
| 1  | Морис Виллемс           | 1952—1962 | 185  |       |
| 2  | Эрик Ламберт            | 1956—1967 | 121  |       |
| 3  | Фредерик Шавес д’Агилар | 1935—1950 | 113  |       |
| 4  | Жорж де Спа             | 1920—1929 | 97   | 192   |
| 5  | Йозеф Ван Лой           | 1942—1953 | 90   |       |
| 6  | Норберт Ван Хаффель     | 1948—1964 | 67   |       |
| 7  | Аад Кудиджзер           | 1978—1984 | 66   |       |
| 8  | Леон де Конинк          | 1921—1929 | 61   |       |
| 9  | Роман Яремчук           | 2017—2021 | 61   | 152   |
| 10 | Эрик Вискал             | 1990—1995 | 57   | 153   |

## Участие в еврокубках
- Лига чемпионов УЕФА: 5
- Кубок обладателей кубков УЕФА: 2
- Лига Европы УЕФА: 8
- Кубок Интертото: 6
- Самая крупная победа: «Клифтонвилл» 0-4 «Гент» (Белфаст, 14.07.2007);
- Самое крупное поражение: Гент 1-7 «Рома» (Гент, 06.08.2009).

### Лига чемпионов 2015/16
| Сезон   | Соревнование   | Раунд      | Страна   | Противник    | Домашняя игра | Гостевая игра |
| ------- | -------------- | ---------- | -------- | ------------ | ------------- | ------------- |
| 2015/16 | Лига чемпионов | Группа Н   | Россия   | Зенит        | 2:1           | 2:1           |
| 2015/16 | Лига чемпионов | Группа Н   | Испания  | Валенсия     | 1:0           | 2:1           |
| 2015/16 | Лига чемпионов | Группа Н   | Франция  | Олимпик Лион | 1:1           | 1:2           |
| 2015/16 | Лига чемпионов | 1/8 финала | Германия | Вольфсбург   | 2:3           | 1:0           |